# Mall of Arabia
Mall of Arabia — торговий комплекс, що будується в Дубаї (ОАЕ). Повинен стати частиною City of Arabia у багатофункціональному комплексі Dubailand.
Перша черга будівництва передбачає зведення 371 612 м² торгової площі та паркування на 10 400 автомобілів. Торгова площа комплексу після завершення будівництва повинна становити 929 030 м², що перевищить площу New South China Mall і зробить Mall of Arabia найбільшим у світі.
Американська компанія Starbucks Corporation у 2005 оголосила про намір відкрити в Mall of Arabia найбільшу у світі кав'ярню Starbucks.